# Comac
Comac o COMAC (también denominado Commercial Aircraft Corporation of China Ltd., en chino simplificado, 中国商用飞机有限责任公司) es una compañía aeronáutica, fundada en el año 2008. Tiene sus instalaciones situadas en la ciudad de Shanghái, en la República Popular China.
Su accionariado está compuesto por el gobierno central chino, el gobierno municipal de la ciudad de Shanghái, AVIC I y AVIC II. Esta empresa gubernamental está creada para diseñar y fabricar aviones de pasajeros, con el fin de reducir la dependencia china de los fabricantes aeronáuticos Boeing y Airbus.
La primera aeronave desarrollada por la compañía es el ARJ21, desarrollado inicialmente por AVIC I. La compañía también tiene en desarrollo el C919, el cual está previsto que entre en servicio en el año 2016. Dentro de la estrategia a largo plazo de la compañía, también está previsto la creación de dos aviones más; el C929 y el C939.

## Historia
Proyectos en desarrollo:

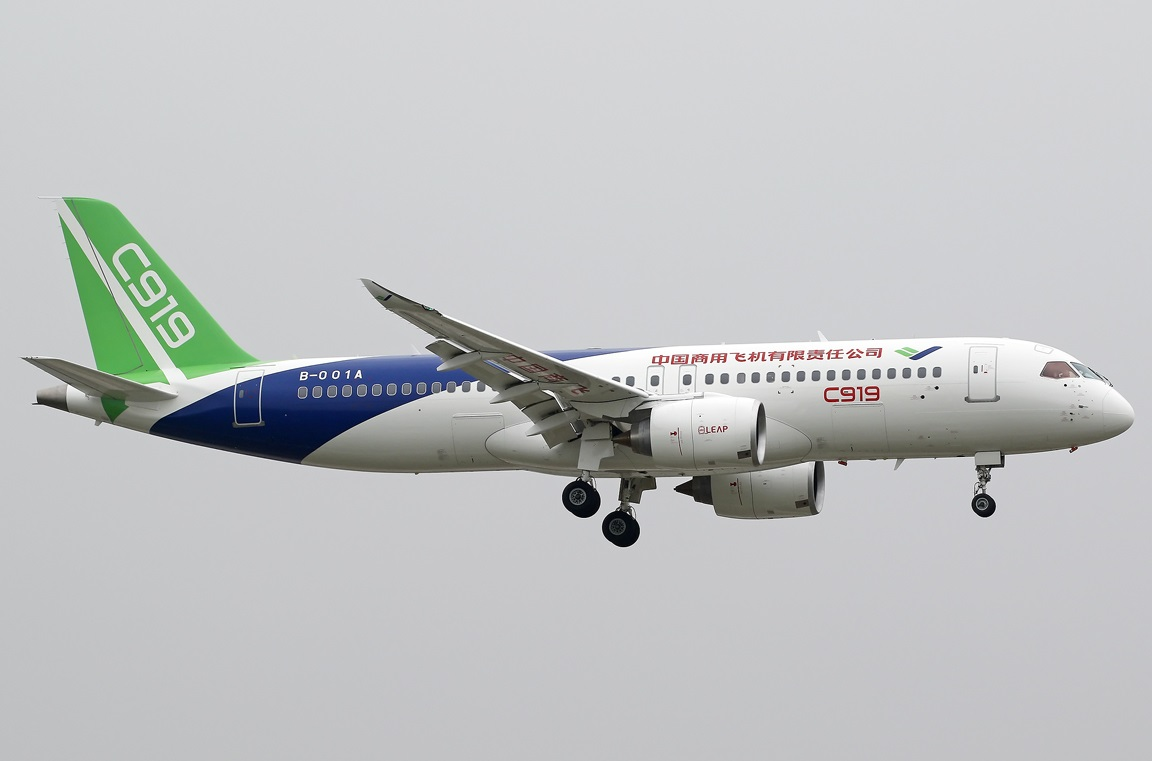
Comac C919

- COMAC ARJ21, un avión de 70 a 90 plazas, diseñado por AVIC I Commercial Aircraft Corporation, filial de COMAC.

- COMAC C919, un avión de 159 a 180 places previsto para finales de 2016.[7]

- Comac C929, proyecto de avión de 250 a 300 plazas en el horizonte de 2023.[8]

En marzo de 2011, Comac firmó un acuerdo con la empresa Bombardier  para la venta de motores Bombardier Cseries. El 19 de junio de 2011, Comac inaugura su sede en París.

## Modelos
En noviembre de 2015, las autoridades chinas y responsables de la empresa Comac presentan el modelo C919, que será realidad en el horizonte 2016, con un retraso de dos años sobre el calendario inicial. El modelo C919 tendrá una capacidad para 158 pasajeros sentados en dos clases, un cuerpo con un 12% de materiales compuestos avanzados y un precio estimado de 63,5 millones de euros (70 millones de dólares).

## Aviones eléctricos
En 2023, anunció su colaboración con CATL, para desarrollar aviones eléctricos.